# 大社線
大社線（たいしゃせん）は、かつて島根県出雲市の出雲市駅から同県簸川郡大社町（現在は出雲市）の大社駅までを結んでいた西日本旅客鉄道（JR西日本）の鉄道路線（地方交通線）である。1990年（平成2年）4月1日に廃止された。

## 路線データ
- 管轄（事業種別）：西日本旅客鉄道（第一種鉄道事業者）
- 区間（営業キロ）：出雲市駅 - 大社駅間 7.5 km
- 軌間：1,067 mm
- 駅数：4駅（起終点駅含む）
- 複線区間：なし（全線単線）
- 電化区間：なし（全線非電化）

## 歴史
第二次世界大戦以前から出雲大社への参詣路線として京都・大阪方面などからの直通優等列車も運行されていたが、国鉄分割民営化前の1985年（昭和60年）からは線内折り返しの普通列車のみ運行されていた（詳細は運行形態参照）。
国鉄分割民営化により西日本旅客鉄道に承継されたが、1987年（昭和62年）に特定地方交通線第3次廃止対象線区として承認され、1990年（平成2年）4月1日に廃止された。廃線前の輸送密度は2,661人/日で、路線バスに転換された特定地方交通線の中ではもっとも高かった。同日に廃止・転換された宮津線・鍛冶屋線と共に特定地方交通線の中で最後までJR運営で残った路線であり、各線の廃止・転換をもって特定地方交通線全線の転換が終了した。
1994年（平成6年）12月3日から1998年（平成10年）3月13日まで、出雲市駅から1 kmほどの廃線跡が出雲市駅高架化工事のために仮線として使用されていた。
廃止後は一畑電気鉄道による代替バスに転換され、現在は一畑バスに引き継がれている。また、和風木造の大社駅舎は、国の重要文化財・島根県有形文化財に指定され現在も保存されている。2005年（平成17年）現在、線路跡は出雲市駅 - 荒茅駅の区間がサイクリングロード（出雲市道I287号塩冶287号線・出雲市道G327号高松327号線・出雲市道X5505号小丸子荒茅線・出雲市道X3504号神門中筋線）となっており（途中、出雲高松駅跡の先からしばらくは通行不能）、出雲高松駅、荒茅駅ともにプラットホームが残されている。

### 年表
- 1912年（明治45年/大正元年）
  - 6月1日：出雲今市駅（現在の出雲市駅） - 大社駅間（4.7 M≒7.56 km）が開業。大社駅が開業。
  - 11月15日：朝山駅が開業。
- 1932年（昭和7年）5月10日：朝山駅が出雲高松駅に改称。
- 1957年（昭和32年）4月1日：出雲今市駅が出雲市駅に改称。
- 1958年（昭和33年）4月1日：荒茅駅が開業。
- 1974年（昭和49年）10月1日：貨物営業廃止。
- 1987年（昭和62年）
  - 2月3日：第3次特定地方交通線として廃止承認。
  - 4月1日：国鉄分割民営化により西日本旅客鉄道が承継。
- 1990年（平成2年）4月1日：全線廃止[2]。一畑電気鉄道バスに転換[2]。

## 運行形態
廃止直前の時点で、線内折り返しの普通列車のみおおむね1時間毎の運転で、1日15往復の列車が設定されていた。
出雲大社への参詣路線という性格から、他線と直通する列車が開業直後から運行されていたが、地域輸送が中心となった実体を反映して、1985年（昭和60年）3月に他線に直通する列車は廃止された。国鉄監修『交通公社の時刻表』1977年10月号によれば、普通列車が15往復運転されているが、内6往復にグリーン車が連結されている。さらにそのうち3往復が急行列車として山陰本線に直通運転している。1980年代頃の主な直通列車として、名古屋駅 - 大社駅間の急行「大社」や大阪駅 - 大社駅間の急行「だいせん」などがある。

## 駅一覧
全駅島根県に所在。接続路線の事業者名・所在地の名称は廃止時点のもの。 
| 駅名       | 駅間キロ | 営業キロ | 接続路線                                                        | 所在地       |
| ---------- | -------- | -------- | --------------------------------------------------------------- | ------------ |
| 出雲市駅   | -        | 0.0      | 西日本旅客鉄道：山陰本線 一畑電気鉄道：北松江線（電鉄出雲市駅） | 出雲市       |
| 出雲高松駅 | 3.5      | 3.5      |                                                                 | 出雲市       |
| 荒茅駅     | 1.5      | 5.0      |                                                                 | 出雲市       |
| 大社駅     | 2.5      | 7.5      |                                                                 | 簸川郡大社町 |

### 過去の接続路線
- 出雲市駅：一畑電気鉄道立久恵線（1965年廃止）